# Групповой анализ дифференциальных уравнений
Групповой анализ дифференциальных уравнений — раздел математики, изучающий свойства симметрии дифференциальных уравнений относительно различных преобразований зависимых и независимых переменных. Включает в себя методы и прикладные аспекты дифференциальной геометрии, теории групп и алгебр Ли, вариационного исчисления и является, в свою очередь, эффективным инструментом исследования в теории ОДУ, ДУЧП и математической физике.

## Мотивировка
Если дифференциальное уравнение после некоторой замены переменных переходит само в себя (с точностью до тождественных преобразований), то эта замена переводит любое решение уравнения снова в решение, вообще говоря, не совпадающее с исходным. Все такие замены образуют группу, называемую группой симметрии дифференциального уравнения, или группой, допускаемой дифференциальным уравнением. Таким образом, знание группы симметрии и некоторых частных решений позволяет строить семейства решений, получаемые из исходных применением всех преобразований группы. Кроме того, если некоторое решение уравнения инвариантно относительно группы (или некоторой её подгруппы), данный факт накладывает определённые условия на его вид, что позволяет ожидать упрощения исходного уравнения при его ограничении на такие инвариантные решения (в частности, уменьшения числа независимых переменных). Эти рассуждения приводят к задаче об общих методах нахождения допускаемой группы данного дифференциального уравнения. С другой стороны, по заданной группе преобразований в принципе может быть построено множество дифференциальных уравнений, допускающих её в качестве своей группы симметрии, что особенно актуально для фундаментальных разделов теоретической физики.
Хорошо развитые методы теории групп и дифференциальной геометрии позволяют придать изложенным соображениям строгие формулировки и конструктивно решить ряд сопутствующих задач, а также существенно расширяют арсенал средств для исследования качественного поведения решений дифференциальных уравнений, численного интегрирования и т. п.

## Определения
Пусть {\displaystyle x=(x^{1},x^{2},...x^{n})\in X=R^{n}} и {\displaystyle u=(u^{1},u^{2},...,u^{m})\in U=R^{m}} обозначают совокупности соответственно независимых и зависимых переменных некоторой системы дифференциальных уравнений порядка {\displaystyle s}
| {\displaystyle F(x,u,{\underset {1}{u}},...,{\underset {s}{u}})=0,\qquad F=(F^{1},F^{2},...,F^{m}),} | (1) |
а {\displaystyle {\underset {k}{u}}\in {\underset {k}{U}}} — совокупность всевозможных производных {\displaystyle u} по {\displaystyle x} порядка {\displaystyle k}. Система уравнений (1) определяет в пространстве {\displaystyle {\underset {s}{Z}}=X\times U\times {\underset {1}{U}}\times ...\times {\underset {s}{U}}} некоторое подмногообразие {\displaystyle M}.
Пусть группа Ли {\displaystyle G} действует в пространстве {\displaystyle {\underset {0}{Z}}\equiv Z=X\times U} независимых и зависимых переменных преобразованиями
| {\displaystyle x'=\phi (x,u,g),\quad u'=\psi (x,u,g),\quad g\in G.} | (2) |
Посредством пересчёта производных к преобразованным переменным преобразования (2) единственным образом продолжаются на всё пространство {\displaystyle {\underset {s}{Z}}}:
{\displaystyle {u'}_{a_{1}...a_{k}}^{\alpha }\equiv {\frac {\partial u'^{\alpha }}{\partial x'^{a_{1}}...\partial x'^{a_{k}}}}=\psi _{a_{1}...a_{k}}^{\alpha }(x,u,{\underset {1}{u}},...,{\underset {k}{u}},g),\quad k=1,...,s.}
Группа {\displaystyle G} называется группой симметрии системы (1), если многообразие {\displaystyle M} является инвариантным многообразием {\displaystyle s}-го продолжения действия (2), то есть действия (2), продолженного на производные до порядка {\displaystyle s} включительно. Действие каждой однопараметрической подгруппы {\displaystyle e^{tA}}, {\displaystyle A\in {\mathcal {G}}=\mathrm {Lie} \,G} (см. экспоненциальное отображение) группы {\displaystyle G} в пространстве {\displaystyle X\times U} генерируется векторным полем (здесь и ниже подразумевается правило суммирования Эйнштейна)
| {\displaystyle Y_{A}=\xi ^{a}(x,u){\frac {\partial }{\partial x^{a}}}+\eta ^{\alpha }(x,u){\frac {\partial }{\partial u^{\alpha }}},\quad \xi ^{a}=\left.{\frac {d\phi ^{a}(x,u,e^{tA})}{dt}}\right\|_{t=0},\quad \eta ^{\alpha }=\left.{\frac {d\psi ^{\alpha }(x,u,e^{tA})}{dt}}\right\|_{t=0}.} | (3) |
Соответствующий генератор действия подгруппы {\displaystyle e^{tA}}, продолженного на пространство {\displaystyle {\underset {s}{Z}}},
| {\displaystyle {\underset {s\ \ \ }{Y_{A}}}=\xi ^{a}(x,u){\frac {\partial }{\partial x^{a}}}+\eta ^{\alpha }(x,u){\frac {\partial }{\partial u^{\alpha }}}+\sum \limits _{\|I\|=1}^{s}\theta _{I}^{\alpha }(x,u,{\underset {1}{u}},...,{\underset {\|I\|}{u}}){\frac {\partial }{\partial u_{I}^{\alpha }}},\quad \theta _{I}^{\alpha }=\left.{\frac {d\psi _{I}^{\alpha }(x,u,{\underset {1}{u}},...,{\underset {\|I\|}{u}},e^{tA})}{dt}}\right\|_{t=0},} | (4) |
где {\displaystyle I} — мультииндекс, называется {\displaystyle s}-м продолжением генератора {\displaystyle Y_{A}}. По аналогии путём формального прибавления к ряду (4) неограниченного числа слагаемых с производными высших порядков вводится понятие бесконечного продолжения {\displaystyle {\underset {\infty \ \ \ }{Y_{A}}}}. При этом вопрос о сходимости данного ряда не возникает, так как на практике всегда приходится иметь дело с функциями, зависящими от производных конечного порядка.

## Коэффициенты продолженных генераторов
Явный вид коэффициентов продолженного генератора находится дифференцированием ограничений
{\displaystyle d{u'}^{\alpha }={u'}_{a}^{\alpha }d{x'}^{a},\quad d{u'}_{a}^{\alpha }={u'}_{ab}^{\alpha }d{x'}^{b}}
и т. д., накладываемых на координаты в пространстве {\displaystyle {\underset {s}{Z}}}, по параметру преобразования {\displaystyle t} при {\displaystyle t=0}. Например, для нахождения коэффициентов при {\displaystyle \partial /\partial u_{a}^{\alpha }} рассмотрим соотношения
{\displaystyle d{u'}^{\alpha }=\left({\frac {\partial {u'}^{\alpha }}{\partial x^{a}}}+{\frac {\partial {u'}^{\alpha }}{\partial u^{\beta }}}u_{a}^{\beta }\right)dx^{a}={u'}_{a}^{\alpha }d{x'}^{a}={u'}_{b}^{\alpha }\left({\frac {\partial {x'}^{b}}{\partial x^{a}}}+{\frac {\partial {x'}^{b}}{\partial u^{\beta }}}u_{a}^{\beta }\right)dx^{a}.}
Приравнивая коэффициенты при {\displaystyle dx^{a}} и дифференцируя их по {\displaystyle t} при {\displaystyle t=0}, с учётом выражений (3 — 4) имеем
{\displaystyle {\frac {\partial \eta ^{\alpha }}{\partial x^{a}}}+{\frac {\partial \eta ^{\alpha }}{\partial u^{\beta }}}u_{a}^{\beta }=\theta _{a}^{\alpha }+u_{b}^{\alpha }\left({\frac {\partial \xi ^{b}}{\partial x^{a}}}+{\frac {\partial \xi ^{b}}{\partial u^{\beta }}}u_{a}^{\beta }\right),}
откуда
{\displaystyle \theta _{a}^{\alpha }=D_{a}\eta ^{\alpha }-u_{b}^{\alpha }D_{a}\xi ^{b},}
где введено обозначение
{\displaystyle D_{a}={\frac {\partial }{\partial x^{a}}}+u_{a}^{\beta }{\frac {\partial }{\partial u^{\beta }}}+u_{ab}^{\beta }{\frac {\partial }{\partial u_{b}^{\beta }}}+...}
для оператора полной производной по координате {\displaystyle x^{a}}. Аналогичным образом могут быть найдены общие рекуррентное и явное выражения для коэффициентов произвольного порядка:
| {\displaystyle \theta _{aI}^{\alpha }=D_{a}\theta _{I}^{\alpha }-u_{bI}^{\alpha }D_{a}\xi ^{b},\quad \theta _{I}^{\alpha }=D_{I}\left(\eta ^{\alpha }-u_{b}^{\alpha }\xi ^{b}\right)+\xi ^{b}u_{bI}^{\alpha }.} | (5) |
Инфинитезимальным критерием инвариантности системы (1) является условие
{\displaystyle \left.{\underset {s\ \ \ }{Y_{A}}}F\right|_{F=0}=0,}
которое должно выполняться для любого элемента {\displaystyle A} из окрестности нуля алгебры Ли {\displaystyle {\cal {G}}}. Так как данное условие содержит не только переменные {\displaystyle x} и {\displaystyle u}, от которых зависят коэффициенты генератора {\displaystyle Y}, но и производные, вообще говоря, до порядка {\displaystyle s} включительно, которые в данном случае фигурируют как независимые переменные, при любых значениях которых условие обязано выполняться, то оно распадается на систему, как правило, переопределённых линейных дифференциальных уравнений на коэффициенты {\displaystyle \xi ^{a}}, {\displaystyle \eta ^{\alpha }}. Решив эту систему, можно в принципе восстановить (локальное) действие группы {\displaystyle G} в пространстве {\displaystyle X\times U}, а затем и в {\displaystyle {\underset {s}{Z}}}.

## Дифференциальные инварианты
Дифференциальным инвариантом порядка {\displaystyle s} группы {\displaystyle G} называется дифференцируемая функция на {\displaystyle {\underset {s}{Z}}}, зависящая от производных до порядка {\displaystyle s} включительно, инвариантная относительно {\displaystyle s}-го продолжения действия этой группы. Дифференциальные инварианты порядка {\displaystyle s} удовлетворяют системе линейных уравнений первого порядка
{\displaystyle {\underset {s\ \ \ }{Y_{i}}}J=0,\qquad i=1,...,\dim G,}
где {\displaystyle Y_{i}} — базис генераторов группы {\displaystyle G} на {\displaystyle Z}. Из общей теории таких систем следует, что произвольный инвариант может быть выражен через некоторый минимальный набор {\displaystyle N-r} функционально независимых инвариантов, где {\displaystyle N=n+m\,C_{s}^{n+s}} — число независимых переменных и {\displaystyle r} — число независимых уравнений в системе, равное максимальному рангу матрицы её коэффициентов.
Значительная часть приложений группового анализа основаны на следующей теореме.

Теорема. Пусть {\displaystyle J_{1}}, {\displaystyle J_{2}}, ..., {\displaystyle J_{N-r}} — полный набор функционально независимых дифференциальных инвариантов порядка до {\displaystyle s} включительно группы {\displaystyle G}. Тогда система уравнений (1) допускает {\displaystyle G} в качестве своей группы симметрий тогда и только тогда, когда она может быть записана в виде
{\displaystyle {\tilde {F}}(J_{1},J_{2},...,J_{N-r})=0}
с некоторыми новыми функциями {\displaystyle {\tilde {F}}}.
Таким образом, знание дифференциальных инвариантов позволяет найти общий вид уравнений, инвариантных относительно заданной группы, а анализ структуры алгебры Ли группы симметрий даёт возможность выбрать замену переменных, приводящую заданное уравнение к возможно более простому виду, например, допускающему понижение порядка (см. раздел «Приложения»).

## Инвариантное дифференцирование
Оператором инвариантного дифференцирования группы {\displaystyle G} называется дифференциальный оператор, который при действии на дифференциальный инвариант этой группы даёт дифференциальный инвариант более высокого порядка. Из определения следует, что оператор  {\displaystyle \delta } является оператором инвариантного дифференцирования группы  {\displaystyle G} тогда и только тогда, когда он коммутирует с любым генератором {\displaystyle {\underset {\infty }{Y}}} продолженного действия этой группы:
{\displaystyle \left[\delta ,\,{\underset {\infty }{Y}}\right]=0.}
Для любой группы  {\displaystyle G} преобразований пространства {\displaystyle Z=X\times U} существуют {\displaystyle n=\dim X} операторов инвариантного дифференцирования первого порядка, линейно независимых над полем инвариантов данной группы. Эти инварианты имеют вид  {\displaystyle \delta =\lambda ^{a}D_{a}} и с учётом (5) удовлетворяют системе уравнений
{\displaystyle {\underset {\kappa \ \ }{Y_{i}}}\lambda ^{a}=\lambda ^{b}D_{b}\xi _{i}^{a},\qquad i=1,...,\dim G.}
Число {\displaystyle \kappa } является наименьшим порядком продолжения группы {\displaystyle G}, ранг которого максимален, то есть равен {\displaystyle \dim G}. Поле дифференциальных инвариантов имеет конечный набор образующих в том смысле, что произвольный дифференциальный инвариант может быть получен конечным числом действий, включающих функциональные операции и применение операторов инвариантного дифференцирования первого порядка, из базиса дифференциальных инвариантов порядка {\displaystyle \kappa +1}.

## Обыкновенные дифференциальные уравнения
Для (систем) обыкновенных дифференциальных уравнений групповой анализ устанавливает достаточные условия интегрируемости в квадратурах и в случае их выполнения даёт алгоритм построения общего решения. Если эти условия не выполнены, знание группы симметрий позволяет понизить порядок уравнения или системы, то есть выразить их решения через решения уравнения более низкого порядка или системы с меньшим числом уравнений.
Ниже приведены основные результаты группового анализа применительно к ОДУ.

### Понижение порядка
Если обыкновенное дифференциальное уравнение
{\displaystyle F(x,u',...,u^{(s)})=0}
допускает однопараметрическую группу симметрий с генератором
| {\displaystyle Y=\xi (x,u){\frac {\partial }{\partial x}}+\eta (x,u){\frac {\partial }{\partial u}},} | (5) |
то переходом к переменным, выпрямляющим векторное поле (5), его порядок может быть понижен на единицу. В частности, уравнение первого порядка, разрешённое относительно производной, при этом условии интегрируется в квадратурах.
Последнее утверждение может быть сформулировано альтернативным образом в терминах интегрирующего множителя.

### Интегрирующий множитель
Обыкновенное дифференциальное уравнение
{\displaystyle P(x,u)\,dx+Q(x,u)\,du=0}
допускает однопараметрическую группу симметрий с генератором (6) тогда и только тогда, когда функция
{\displaystyle \mu ={\frac {1}{P\,\xi +Q\,\eta }}}
является для этого уравнения интегрирующим множителем.

### Теорема Ли
Приведённые выше результаты обобщает следующая теорема.

Теорема (С. Ли). Если система {\displaystyle s} обыкновенных дифференциальных уравнений первого порядка допускает разрешимую {\displaystyle r}-параметрическую группу симметрий, действующую регулярно и имеющую {\displaystyle r}-мерные орбиты, то её общее решение можно получить из общего решения редуцированной системы {\displaystyle s-r} уравнений первого порядка. В частности, если {\displaystyle r=s}, то система интегрируется в квадратурах.
Ввиду соответствия между уравнениями порядка {\displaystyle s} и системами {\displaystyle s} уравнений первого порядка аналогичная теорема справедлива также для одного уравнения порядка {\displaystyle s}.